# Mănușă cu articulație ponderată
Mănușile cu articulație ponderată sunt un tip de armă folosită în lupta corp la corp. Acesta constă dintr-o pereche de mănuși cu aspect obișnuit, de obicei din piele sau dintr-un material sintetic, cu plumb praf sau oțel cusute într-o pungă specială care acoperă articulațiile, și adesea partea din spate a degetelor și partea din spate a mâinii. În unele modele, această caracteristică distinctivă este evidentă, în timp ce în altele este aproape complet indistinguibilă de o mănușă obișnuită, permițând purtarea mănușilor la vedere fără bănuială.
Astfel de mănuși sunt utilizate în principal de către agenții de securitate și de către alți profesioniști în domeniul securității când se așteaptă o luptă fizică, protejând mâinile utilizatorului și sporind impulsul creat la lovitură. În unele jurisdicții, mănușile articulate sunt interzise sau restricționate ca arme periculoase.